# Mathias Riben
Mathias Riben (före adlandet Ribe), född 1676 (döpt 28 maj) i Stockholm, död där 15 december 1723, var en svensk läkare.
Mathias Riben var son till Mattias Bernhard Ribe. Han bedrev från 1688 medicinska studier vid Uppsala universitet under ledning av Jakob Fredrik Below. Han gjorde sig där även känd som en skicklig fäktare och blev uppmärksammad genom sina poem på engelska och latin. Riben reste senare utomlands och disputerade 1698 för medicine doktorsgrad på en avhandling om andningen. Efter att ha återkommit till Sverige var han en tid praktiserande läkare i Norrköping, förordnades till livmedikus hos drottning Hedvig Eleonora 1704 och hos Karl XII 1705 samt adlades 1713. År 1709 utgavs hans översättning Tankar om ungdomens uppfostran av John Lockes Some thoughts concerning education (1693). År 1718 utnämndes Ribe till arkiater hos Hedvig Eleonora och 1719 blev han preses i Collegium medicum. Där lyckades han bland annat utverka att kollegiets assessorer fick lika rang som assessorerna i Sveriges andra kollegier.